# Cottenau (Adelsgeschlecht)

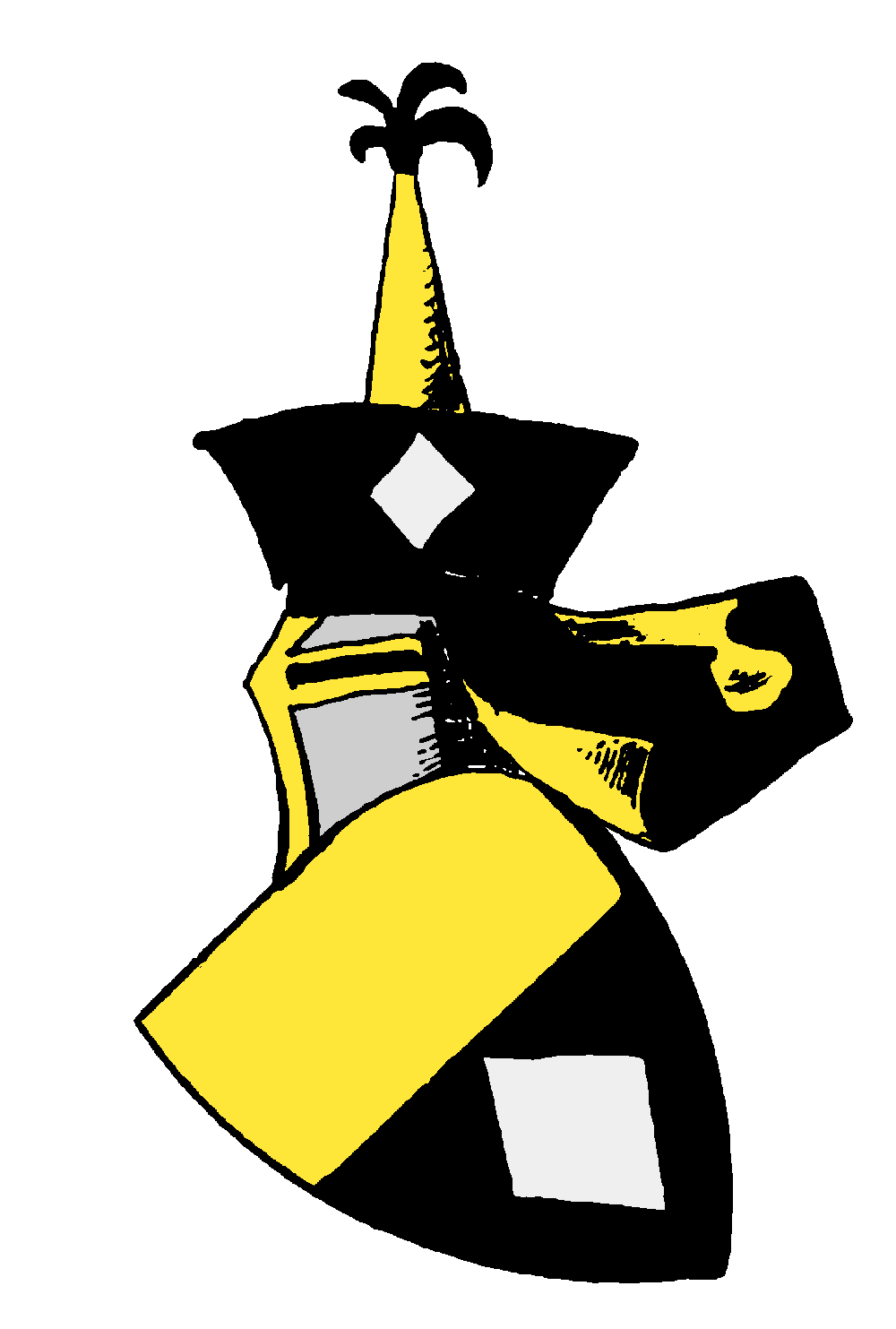
Wappen derer von Kuttenau/Cottenau

Die Familie von Cottenau oder Kottenau war ein fränkisches Uradelsgeschlecht.
Der Familienname kommt in verschiedenen Varianten vor, darunter Cottenau, Kot(t)enau oder Kut(t)enau. Die erste bekannte urkundliche Erwähnung von Geschlecht und Ort erfolgt mit Ortlof von Kotenauwe 1289 als Zeuge einer Schenkung an das Kloster Langheim. Als Stammsitz ist Cottenau mit dem Schloss Cottenau anzunehmen. Karl Hahn formuliert hier zurückhaltend, da die Wirsberger auch nicht in Wirsberg vorkamen. Die Cottenauer erscheinen bereits zur Zeit der Walpoten und auch die Erwähnungen bzw. Nicht-Erwähnung in Zeugenreihen oder ähnlichem legen Nahe, dass sie zunächst keine Gefolgsleute bzw. Ministeriale der Andechs-Meranier oder der Bischöfe von Bamberg waren. 1489 verkaufte Heintz von Cottenau seinen Stammhof in Cottenau an den späteren Wirsberger Amtmann Sebastian von Waldenfels, der 1495 diesen freieigenen Besitz seinem Dienstherren unterstellt. Um 1500 erscheinen die von Cottenau in ihrem Stammland nicht mehr. Mit einem bambergischen Lehen existieren sie in Großalbersdorf, heute Teil der Stadt Sulzbach-Rosenberg, fort. Sie sind dort von 1474 bis 1506 nachweisbar.
In Siebmachers Wappenbuch und Adelslexika sind die Kuttenau von Maurn oder Kuttenauer als Uradel aus dem Nordgau überliefert und werden bereits als bayerischer Adel geführt.
Christoph von Kuttenau († 6. August 1533 zu Mauern) heiratete Anna von Rorbach, welche das Gut Mauern mit in die Ehe brachte.
Im Lehenbuch des Kurfürsten Friedrich I. von der Pfalz erscheint Jorg Kuttenauer zum Albershof. Sie hatten von 1544 bis 1585 die Hofmarkherrschaft in Mauern inne. Je nach Kenntnisstand werden unterschiedliche Ersterwähnungen und unterschiedliche Angaben zum Absterben des Geschlechtes gemacht. Als spätester Zeitpunkt des Aussterbens der Familie ist 1614 angegeben.

## Wappen

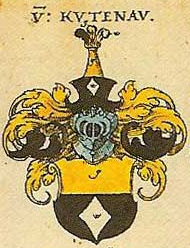
Wappen aus Siebmachers Wappenbuch von 1605

Das Wappen ist von Gold und Schwarz geteilt. Im schwarzen Feld eine silberne Raute. Auf dem Helm mit schwarz-goldenen Decken einen goldenen Hut mit aufgesteckten Hahnenfedern und schwarzer Krempe, darauf die Raute.

## Bekannte Personen
- Georg von Kuttenau († 1487), 1420 Kanonikus im Hochstift Regensburg[6]
- Werner von Kuttenau († 1509), 1482 Domherr im Hochstift Regensburg[6]
- Christoph von Kuttenau († 6. August 1533 zu Mauern), fürstlicher Rat und Pfleger[7]
- Albrecht von Kuttenau, 1545 Domherr im Hochstift Regensburg[6]
- Hans Georg von Kuttenau († 26. Juli 1584 zu Mauern), fürstlicher Rat[7]
- Hans Albrecht von Kuttenau, 1602 fürstlicher Rat und Pfleger zu Ried und Friedburg[8]